# Ville Huovinen
Ville Huovinen, född 25 juni 1918 i Lapinlax, död 12 februari 1985 i Helsingfors, var en finländsk brottsling. 
Huovinen växte upp på olika anstalter och begick sitt första mord 1943. Han rymde i oktober 1945 från Åbo centralfängelse och blev under tre månader på rymmen känd och fruktad i hela Finland. Han begick två nya rånmord och fick sedan han gripits två dödsdomar, vilket var möjligt eftersom Finland ännu befann sig i krigstillstånd. Han benådades dock av president Juho Kusti Paasikivi, men dömdes att tillbringa de första sex åren av sitt livstidsstraff i isoleringscell. 
Efter att ha suttit i fängelse i mer än tjugo år började Huovinen reflektera över hur kriminalvården skulle kunna förbättras. Han längtade efter friheten och efter att bli en laglydig medborgare. Han blev 1968 kontaktperson för den kriminalpolitiska påtryckningsgruppen Krim i Sukeva centralfängelse och ansökte följande år om benådning. När ansökan beviljades 1969, hade han suttit över 25 år i fängelse. Efter sin frigivning fortsatte han arbeta för Krim och senare även för Kriminalvårdsföreningen. Han blev på nytt en celebritet 1978, då Jorma och Leena-Maija Palos bok Selli 21, som skildrar Huovinens liv, utkom. En på boken baserad pjäs, skriven av Jorma Kairimo, hade premiär 1980 och har senare spelats på bland annat Åbo Svenska Teater.